# Leandra sphaerocarpa
Leandra sphaerocarpa är en tvåhjärtbladig växtart som beskrevs av Célestin Alfred Cogniaux. Leandra sphaerocarpa ingår i släktet Leandra och familjen Melastomataceae. Inga underarter finns listade i Catalogue of Life.